# Atlas Entertainment
Atlas Entertainment — американська кінокомпанія, яка займається фінансуванням і виробництвом фільмів.

## Історія
Кінокомпанія була заснована в 1995 році подружжям Чарльзом Ровеном і Доун Стіл, котра стала однією з перших жінок в Голлівуді, що змогла запустити власну студію.
В грудні 2014 року компанія Atlas Entertainment відкрила свою дочірню компанію Atlas Artist, головою якої був призначений Дейв Флемінг.

## Продукція

### Фільми
| Рік  | Українська назва                               |
| ---- | ---------------------------------------------- |
| 1995 | Ангус                                          |
| 1995 | 12 мавп                                        |
| 1998 | Той, що занепав                                |
| 1998 | Місто янголів                                  |
| 1999 | Три королі                                     |
| 2002 | Роллербол                                      |
| 2002 | Скубі-Ду                                       |
| 2004 | Скубі-Ду 2: Монстри на волі                    |
| 2005 | Брати Грімм                                    |
| 2006 | Моє життя в Айдлвайлді                         |
| 2007 | Смерть в ефірі                                 |
| 2008 | Пограбування на Бейкер-стріт                   |
| 2008 | Будь кмітливим                                 |
| 2009 | Інтернаціональ                                 |
| 2011 | Час відьом                                     |
| 2013 | Людина зі сталі                                |
| 2013 | Американська афера                             |
| 2016 | Бетмен проти Супермена: На зорі справедливості |
| 2016 | Warcraft: Початок                              |
| 2016 | Загін самогубців                               |
| 2016 | Велика стіна                                   |
| 2017 | Диво-жінка                                     |
| 2017 | Ліга справедливості                            |
| 2019 | Потрійний кордон                               |
| 2020 | Диво-жінка 1984                                |
| 2021 | Ліга справедливості Зака Снайдера              |
| 2021 | Загін самогубців: Місія навиліт                |
| 2022 | Uncharted                                      |
| 2023 | Оппенгеймер                                    |
| 2025 | Милосердя                                      |